# Cratichneumon lesnei
Cratichneumon lesnei är en stekelart som beskrevs av André Seyrig 1935. Cratichneumon lesnei ingår i släktet Cratichneumon och familjen brokparasitsteklar. Inga underarter finns listade i Catalogue of Life.